# كالزون
كَلزُونة أو (نقحرة: كالزون أو كالزوني) أو صندويشة البيتزا (بالإنجليزية: Calzone) هي أكلة إيطالية على شكل نصف قمر مصنوعة من العجين والخبز حيث تُطوى الكلزونة عدة مرات وتحتوي على مكونات البيتزا مثل الطماطم وجبن الموزاريلا ويمكن أن تشمل المكونات الأخرى التي ترتبط عادة مع طبقة البيتزا.